# Elecciones parlamentarias de Moldavia de 2025
Las elecciones parlamentarias se celebrarán en Moldavia el 28 de septiembre de 2025.

## Antecentes
Las últimas elecciones parlamentarias en Moldavia se celebraron el 11 de julio de 2021, lo que resultó en una victoria aplastante para el europeísta Partido de Acción y Solidaridad (PAS), dirigido por la presidenta Maia Sandu. El PAS aseguró 63 de los 101 escaños, lo que le permitió formar un gobierno mayoritario de partido único. Las elecciones marcaron un cambio significativo hacia la integración europea, ya que el PAS derrotó al Bloque de Comunistas y Socialistas, la alianza electoral pro-rusa.
Desde que llegó al poder, el gobierno liderado por el PAS ha llevado a cabo medidas anticorrupción, reformas judiciales y de integración a la Unión Europea. Las fuerzas de la oposición prorrusas han organizado protestas contra las políticas económicas del gobierno.
En las elecciones presidenciales de 2024, la titular Maia Sandu fue reelegida con el 55,3% de los votos, derrotando al candidato prorruso Alexandru Stoianoglo. La elección se vio eclipsada por acusaciones de interferencia rusa, ya que las autoridades confiscaron materiales de propaganda ilegales. Junto con las elecciones, Moldavia celebró un referéndum sobre la integración a la UE, que se aprobó por poco con un 50,4 % de apoyo.
Moldavia está lidiando con importantes desafíos económicos y de seguridad, en particular los problemas de seguridad energética debido a la interrupción del suministro de gas de Rusia. La invasión rusa de 2022 de la vecina Ucrania ha provocado una afluencia masiva de refugiados a Moldavia. Estas dificultades han amplificado la importancia de las elecciones parlamentarias de 2025; para la presidenta Sandu, según Euronews, las elecciones serían "una batalla final" en el camino de Moldavia hacia la adhesión a la UE.

## Sistema electoral
Los 101 miembros del Parlamento son elegidos por representación proporcional con lista de partidos en una sola circunscripción nacional. El umbral electoral a nivel nacional varía según el tipo de lista; para partidos u organizaciones individuales es del 5%; para un bloque electoral es del 7%. Para los candidatos independientes, el umbral es del 2 %.

## Campaña
Según el jefe de inteligencia de Moldavia, Alexandru Musteață, se espera que las elecciones se enfrenten a una interferencia significativa de Rusia. Advirtió que es probable que Moscú emplee las tácticas utilizadas durante las elecciones presidenciales de 2024 y el referéndum de la UE, incluidas las campañas de desinformación, el apoyo financiero a los partidos prorrusos y otros esfuerzos encubiertos para desestabilizar el proceso democrático de Moldavia. El gobierno moldavo ha expresado su determinación de contrarrestar estas amenazas.
El líder de la oposición moldava Alexandru Stoianoglo, que perdió las elecciones presidenciales de 2024 ante la presidenta Maia Sandu, anunció la formación de una nueva coalición para desafiar a la mayoría gobernante pro-occidental. La coalición, llamada Alternativa, une a tres partidos políticos liderados por el alcalde de Chisináu, Ion Ceban, el ex primer ministro Ion Chicu y el ex legislador Mark Tkachuk. Mientras que Stoianoglo hace campaña por una política exterior que incluya tanto a Rusia como a Occidente, en la práctica se ha inclinado hacia Rusia, con su pasada candidatura presidencial habiendo sido respaldada por el prorruso Partido de los Socialistas de la República de Moldavia (PSRM). Mientras tanto, las tensiones entre Moldavia y Rusia siguen siendo altas, con acusaciones de que Rusia intentó interferir en elecciones pasadas y de empeoramiento de la crisis energética de Moldavia.
El 4 de junio de 2025, se formó la Plataforma por Moldavia con el objetivo de unir a los partidos de la oposición y más tarde recibió el apoyo del Partido de los Socialistas, el Partido de los Comunistas y el Partido del Futuro de Moldavia. El 4 de julio de 2025, Igor Dodon anunció negociaciones para un bloque de izquierda. Vladímir Voronin confirmó más tarde que el bloque incluiría al PSRM, el PCRM, el Partido Corazón de Moldavia y el Partido del Futuro de Moldavia.
En un congreso de la coalición Victoria del 6 de julio de 2025 celebrado en Moscú, Rusia, el líder del bloque, el oligarca fugitivo moldavo Ilan Șor, declaró que quería que Evghenia Guțul, gobernadora de Gagauzia, encabezara la lista electoral de Victoria para las elecciones parlamentarias de 2025. En este momento, Guțul estaba siendo investigada por dos casos penales y se encuentra bajo arresto domiciliario. Shor también declaró en el mismo congreso que creía que "la única salvación" para Moldavia era la "unión con la Federación Rusa" y que "no tiene sentido hablar de la independencia del país", añadiendo el comentario "una moneda, un parlamento".

## Encuestas